# Нинъань
Нинъань (кит. упр. 宁安, пиньинь Níng'ān) — городской уезд городского округа Муданьцзян провинции Хэйлунцзян (КНР).

## География
Нинъань расположен на реке Муданьцзян (Хурха), в 20 км южнее (выше по течению) окружного центра Муданьцзяна.

## История

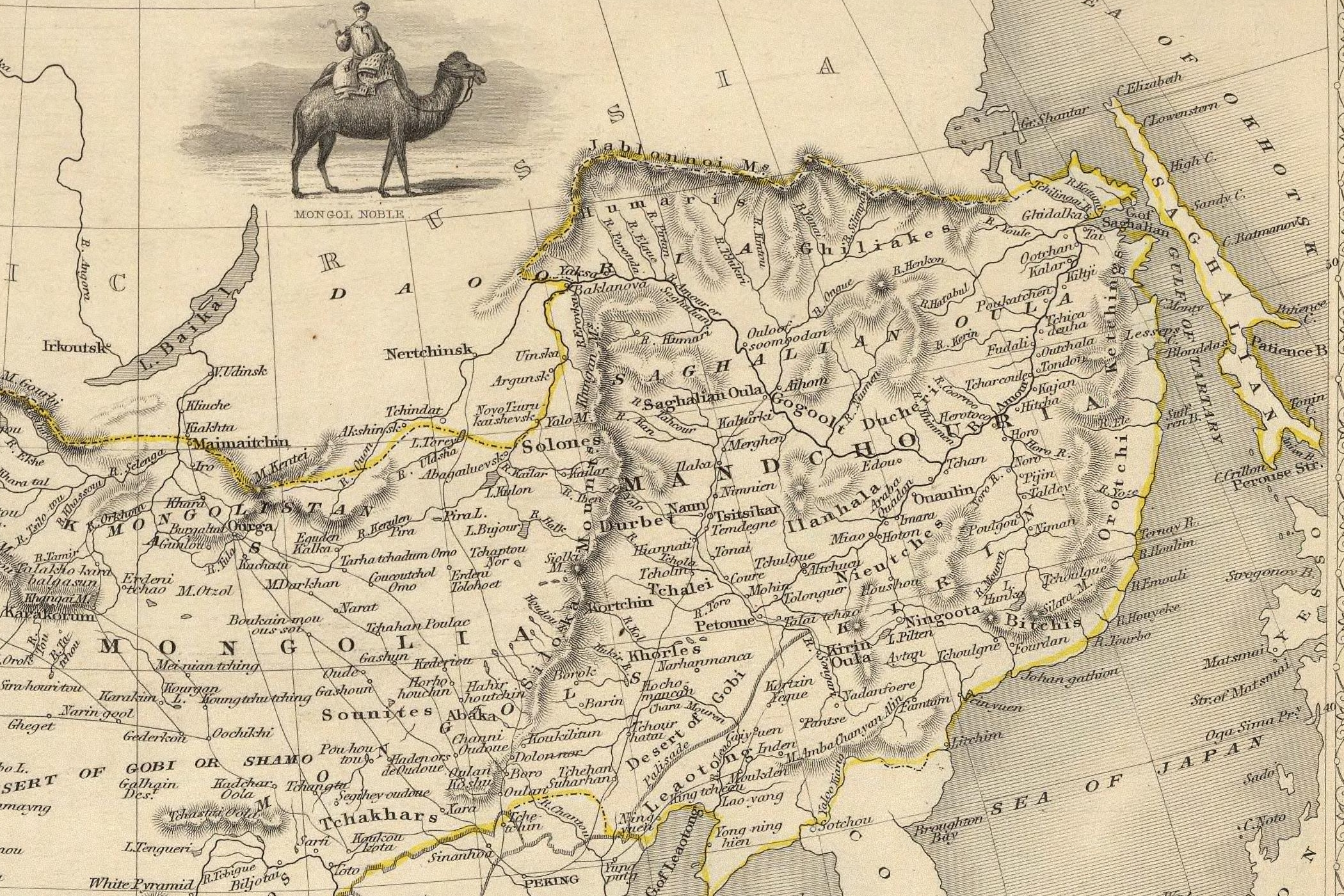
Нингута (Ningoota) в числе важнейших городов Маньчжурии на карте 1851 г

В средние века здесь находился город Нингута. Будучи одним из самых южных городов в бассейне Амура, в XVII в. Нингута являлась главной базой цинских властей в этом огромном регионе. В 1650-х гг. Нингута стала на некоторое время главной базой маньчжуров в их войнах с русскими землепроходцами, пытавшимися колонизовать бассейн Амура. Из Нингуты («Нюлгуцкого города», у Хабарова) маньчжурские силы вышли в 1652 г. для того, чтобы изгнать Хабарова из Ачанска, но были успешно разбиты Хабаровым. Из Нингуты же, вниз по Хурхе и Сунгари вышел флот Шарходы в 1654 г и в 1658 г, разгромив Онуфрия Степанова на Амуре близ устья Сунгари.
Хотя к концу XVII в. маньчжуры построили ряд других городов в бассейне Амура — Гирин на Сунгари, Цицикар и Мэргэнь на Нонни, Айгунь на Амуре, — Нингута продолжала оставаться одним из важнейших городов Маньчжурии до начала XX в., когда Китайско-Восточная железная дорога пересекла реку Хурху (Муданьцзян) в 20 км севернее (ниже по течению) Нингуты, и возникший там город Муданьцзян стал быстро расти и вскоре затмил старую Нингуту.
В 1907 году начался перевод системы управления Маньчжурией с военных рельсов на гражданские. Ещё в 1903 году при нингутинском фудутуне был учреждён Суйфэньский комиссариат (绥芬厅). В 1909 году Суйфэньский комиссариат был поднят в статусе до Суйфэньской управы (绥芬府) провинции Гирин; фудутунство при этом было расформировано. В 1910 году Суйфэньская управа была переименована в Нинъаньскую управу (宁安府).
После Синьхайской революции произошло изменение системы управления Китаем: управы были ликвидированы, и в 1913 году вместо Нинъаньской управы был образован уезд Нинъань (宁安县) провинции Гирин.
В 1931 году Маньчжурия была оккупирована японскими войсками, а в 1932 году было образовано марионеточное государство Маньчжоу-го. В 1934 года в Маньчжоу-го была создана провинция Биньцзян, и уезд Нинъань вошёл в её состав. В 1937 году он перешёл в состав новой провинции Муданьцзян.
После Второй мировой войны уезд Нинъань в апреле 1946 года вошёл в состав новой провинции Суйнин. В августе 1946 года северная часть уезда Нинъань была выделена в отдельный уезд Синьхай (新海县). В октябре 1946 года провинция Суйнин была преобразована в Специальный район Муданьцзян (牡丹江专区); в это же время из уезда Нинъань был выделен отдельный уезд Цзинбо (镜泊县). В августе 1947 года специальные районы Муданьцзян и Дунъань были объединены в провинцию Муданьцзян (牡丹江省). В июле 1948 года решение о создании провинции Муданьцзян было отменено, и эти земли вошли в состав провинции Сунцзян. В октябре 1948 года уезд Цзинбо был ликвидирован, а его территория возвращена уезду Нинъань. В 1954 году провинция Сунцзян была присоединена к провинции Хэйлунцзян.
В феврале 1956 года правительство Хэйлунцзяна образовало Специальный район Муданьцзян (牡丹江专区), в который вошёл уезд Нинъань. При этом был расформирован уезд Хайлинь, а его западная часть вошла в состав уезда Нинъань; в 1962 году уезд Хайлинь был восстановлен. В октябре 1983 года был образован городской округ Муданьцзян, и уезд Нинъань вошёл в его состав. 12 февраля 1993 года уезд Нинъань был преобразован в городской уезд.

## Административное деление
Городской уезд Нинъань делится на 1 уличный комитет, 7 посёлков, 3 волости и 2 национальные волости.
| №  | Название   | Название (кит.)  | Статус          | Население чел. (2010) | На карте                         |
| -- | ---------- | ---------------- | --------------- | --------------------- | -------------------------------- |
| 1  | Чэнцюй     | 城区街道办事处   | уличный комитет | 73.892                | 44°20′59″ с. ш. 129°28′15″ в. д. |
| 2  | Дунцзинчэн | 东京城镇         | поселок         | 43.371                | 44°06′48″ с. ш. 129°12′37″ в. д. |
| 3  | Хайлан     | 海浪镇           | поселок         | 39.600                | 44°19′30″ с. ш. 129°14′01″ в. д. |
| 4  | Бохай      | 渤海镇           | поселок         | 36.258                | 44°07′09″ с. ш. 129°09′42″ в. д. |
| 5  | Цзяннань   | 江南朝鲜族满族乡 | нац.волость     | 30.882                | 44°19′54″ с. ш. 129°28′19″ в. д. |
| 6  | Шиянь      | 石岩镇           | поселок         | 29.288                | 44°10′25″ с. ш. 129°20′14″ в. д. |
| 7  | Нинъань    | 宁安镇           | поселок         | 28.118                | 44°20′59″ с. ш. 129°28′15″ в. д. |
| 8  | Шалань     | 沙兰镇           | поселок         | 26.502                | 44°09′59″ с. ш. 128°58′27″ в. д. |
| 9  | Саньлин    | 三陵乡           | волость         | 21.283                | 44°10′00″ с. ш. 129°06′33″ в. д. |
| 10 | Волун      | 卧龙朝鲜族乡     | нац.волость     | 17.336                | 44°09′58″ с. ш. 129°24′20″ в. д. |
| 11 | Махэ       | 马河乡           | волость         | 17.085                | 44°01′07″ с. ш. 129°11′57″ в. д. |
| 12 | Цзинбо     | 镜泊乡           | волость         | 16.630                | 43°47′28″ с. ш. 128°55′00″ в. д. |
| 13 | Ланьган    | 兰岗镇           | поселок         | 14.756                | 44°15′50″ с. ш. 129°24′25″ в. д. |

## Соседние административные единицы
На северо-востоке уезд Нинъань граничит с районами Сиань и Дунъань, на востоке — с городским уездом Мулин, на юге — с провинцией Гирин, на северо-западе — с городским уездом Хайлинь.